# سفارة كرواتيا في ألمانيا
سفارة كرواتيا في ألمانيا هي أرفع تمثيل دبلوماسي لدولة كرواتيا لدى ألمانيا. تقع السفارة في برلين وهي تهدف لتعزيز المصالح الكرواتية في ألمانيا.

## وصلات خارجية
- الموقع الرسمي
- قائمة سفارات كرواتيا
- قائمة السفارات في ألمانيا